# Рейнке, Николай Михайлович
Николай Михайлович Рейнке (1849—1927) — сенатор; тайный советник.

## Биография
Родился 27 октября (8 ноября) 1849 года в Санкт-Петербурге. В 1858—1868 годах учился Анненшуле.
В 1872 году окончил юридический факультет Императорского Санкт-Петербургского университета со степенью кандидата прав и, поступив 24 июля на службу в Министерство юстиции, был откомандирован для занятий в 4-й департамент Сената: до 1876 года был секретарём и исправляющим обязанности обер-секретаря. Затем был переведён в Варшаву, сначала секретарём Варшавской судебной палаты, где принимал участие в введении судебной реформы в Привислинском крае. В конце 1877 года он был назначен членом Варшавского окружного суда. С 1887 года был товарищем председателя Келецкого окружного суда, а в 1892 году был переведён на ту же должность в Варшавский окружной суд. В 1896—1901 годах был членом Варшавской судебной палаты и, одновременно, с 1899 года — членом образованной в Варшаве Особой комиссии для кодификации местных узаконений губерний Царства Польского; 1 января 1899 года был произведён в действительные статские советники. 
В 1901 году был назначен товарищем обер-прокурора Гражданского кассационного департамента Сената. В 1905 году в качестве старшего чиновника участвовал в расследовании причин беспорядков в Киеве, проводившемся сенатором Турау. В 1906 году был назначен членом консультации при Министерстве юстиции и в мае этого же года обозревал делопроизводство гражданских департаментов и гражданских отделений Сибирской судебной палаты и окружного суда. В январе 1907 года был назначен обер-прокурором Общего собрания и соединенного присутствия 1-го и кассационного департаментов сената.
С 1 января 1910 года состоял в чине тайного советника и в марте того же года был командирован в округ Тифлисской судебной палаты для обозрения судебных установлений. С 1 января 1911 года назначен сенатором с возложением на него также и обязанностей обер-прокурора Общего собрания кассационных департаментов и соединенного присутствия 1-го и кассационных департаментов сената. В этом же году был командирован в Терскую и Кубанскую области с целью ознакомления с деятельностью городских судов.
Умер в Варшаве 11 марта 1927 года.

## Награды
- Орден Святого Станислава 2-й ст. (1885)
- Орден Святой Анны 2-й ст. (1890)
- Орден Святого Владимира 4-й ст. (1895)
- Орден Святого Владимира 3-й ст. (1902)
- Орден Святого Станислава 1-й ст. (1905)
- Орден Святой Анны 1-й ст. (1907)
- Орден Белого орла
- Орден Святого Александра Невского (01.01.1917)
- медаль «В память царствования императора Александра III»

## Семья
Жена — Екатерина Юльевна (Юрьевна) — имела в Варшаве родовой дом. Супруги были членами Санкт-Петербургского вегетарианского общества, основанного 1 декабря 1901 года. 
Их сын — Николай Николаевич Рейнке (1879—1932), заместитель прокурора в Санкт-Петербурге — был женат на Марии Николаевне Новосильцевой.